# Дыбенко, Фёдор Ефимович
Фёдор Ефимович Дыбенко (1891 — 31 марта 1919) — участник Первой мировой и гражданской войн, начдив 42-й стрелковой дивизии 13-й армии Южного фронта РККА РСФСР; анархо-коммунист, родной брат революционера и военного деятеля Павла Дыбенко.

## Биография
Родился в 1891 году в селе Людково Новозыбковского уезда Черниговской губернии (ныне – в черте Новозыбкова) в многодетной семье крестьянина-бедняка.
Окончил Новозыбковское 3-х классное городское училище с 6-ти летним курсом обучения.
В годы Первой мировой войны, 8 декабря 1916 года,  по окончании 3-й Московской школы подготовки прапорщиков пехоты, был произведен командующим войсками Московского военного округа в обер-офицерский чин прапорщика. Дослужился до чина поручика.
С мая по сентябрь 1918 года служил в войсках Украинской державы.
С ноября 1918 года — краском Украинской Красной армии: инспектор полевых формирований штаба группы войск Курского направления, которая боролась с немецкими оккупантами и вела бои с петлюровцами. Принимал активное участие в переформировании украинских повстанческих отрядов в подразделения Украинской Красной армии. С декабря 1918 — командующий 1-й бригадой 3-й (Украинской) повстанческой дивизии.
С 10 января 1919 года — начальник 42-й стрелковой дивизии РККА РСФСР. Участвовал в боях с белогвардейцами на Донбассе.
Погиб 31 марта 1919 года в районе станции Дебальцево: убит бойцами своей дивизии якобы за своеволие и самочинные расстрелы. Похоронен в с. Людково (г. Новозыбков).
В 1957 году в издательстве «Советский писатель» вышла книга воспоминаний «Путь славных» о борьбе за установление советской власти на Украине. Автор одного из очерков Л. Л. Федорченко, в частности, писал и о Фёдоре Дыбенко.